# روودز (آیووا)
روودز (به انگلیسی: Rhodes) شهری در ایالت آیووا کشور ایالات متحده آمریکا است که جمعیت آن در سرشماری سال ۲۰۱۰ میلادی، ۳۰۵ نفر بوده‌است.